# Nepytia nigrovenaria
Nepytia nigrovenaria là một loài bướm đêm trong họ Geometridae.